# Ủy ban Hoa kiều Đại hội Đại biểu Nhân dân Toàn quốc
Ủy ban Hoa kiều Đại hội Đại biểu Nhân dân Toàn quốc (giản thể: 全国人民代表大会华侨委员会; phồn thể: 全國人民代表大會華僑委員會; Hán-Việt: Toàn quốc Nhân dân Đại biểu Đại hội Hoa kiều Ủy viên hội; bính âm: Quánguó Rénmín Dàibiǎo Dàhuì Huáqiáo Wěiyuánhuì) là một trong mười ủy ban chuyên môn của Đại hội Đại biểu Nhân dân Toàn quốc (Nhân Đại Toàn quốc), cơ quan quyền lực nhà nước cao nhất của Cộng hòa Nhân dân Trung Hoa. Ủy ban chuyên môn này được thành lập trong kỳ họp đầu tiên của Đại hội Đại biểu Nhân dân Toàn quốc khóa VI vào tháng 6 năm 1983 và đã tồn tại trong mọi kỳ Nhân Đại Toàn quốc kể từ đó.

## Chủ nhiệm
| Nhân Đại Toàn quốc                            | Chủ nhiệm         |
| --------------------------------------------- | ----------------- |
| Đại hội Đại biểu Nhân dân Toàn quốc khóa VI   | Diệp Phi          |
| Đại hội Đại biểu Nhân dân Toàn quốc khóa VII  | Diệp Phi          |
| Đại hội Đại biểu Nhân dân Toàn quốc khóa VIII | Dương Thái Phương |
| Đại hội Đại biểu Nhân dân Toàn quốc khóa IX   | Cam Tử Ngọc       |
| Đại hội Đại biểu Nhân dân Toàn quốc khóa X    | Trần Quang Nghị   |
| Đại hội Đại biểu Nhân dân Toàn quốc khóa XI   | Cao Tự Nhân       |
| Đại hội Đại biểu Nhân dân Toàn quốc khóa XII  | Bạch Chí Kiện     |
| Đại hội Đại biểu Nhân dân Toàn quốc khóa XIII | Vương Quang Á     |
| Đại hội Đại biểu Nhân dân Toàn quốc khóa XIV  | Vu Vĩ Quốc        |